# 平均自由行程

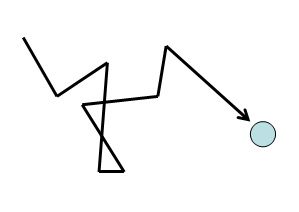
粒子の運動（ブラウン運動）の模式図。

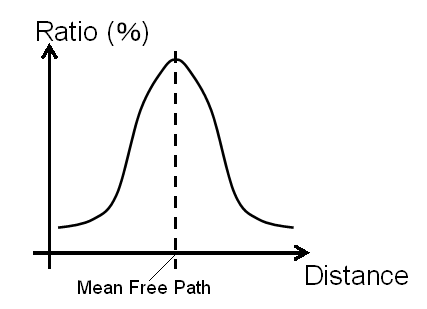
走行距離の分布を取り、平均値を計算する。これが平均自由行程となる。

平均自由行程（へいきんじゆうこうてい、英語: mean free path）または平均自由行路（へいきんじゆうこうろ）とは、物理学や化学のうち、気体分子運動論において、分子などの粒子が、散乱源（同じ粒子の場合もあれば、異なる粒子の場合もある）による散乱（衝突）で妨害されること無く進むことのできる距離（これを自由行程という）の平均値のことを言う。粒子が平均自由行程だけ運動すると、他の粒子と平均して１回衝突する。金属や半導体の伝導電子についても同様に定義される。
平均自由行程は、その系の特性や粒子により異なってくる。そのため、一般的な場合、ランダムな速度を持った粒子が、散乱源に衝突するまでの距離として、次の式で表記される。
{\displaystyle \ell =(n\sigma )^{-1}}
ただし、{\displaystyle \ell }は平均自由行程（単位m）で、n は散乱源の数密度（m-3）、σは散乱時の有効断面積（m2）である。粒子の速度がマクスウェル分布に従うと仮定される場合、平均自由行程は次式で表せる。
{\displaystyle \ell =({\sqrt {2}}\,n\sigma )^{-1}}

## いくつかの系での例

### 大気中の気体の場合
大気中では、大気を構成する分子がお互いに衝突しながら散乱している。平均自由行程は、この衝突から衝突までの間に分子が進む距離の平均となる。この大小は気体分子同士やその気体の入っている容器を構成する分子への衝突回数の大小も表しており、マクロ的には、気圧と言う形で観測される。気体の真空度（＝気圧）と、そのときの気体分子の個数と、平均自由行程の関係を示したものが以下の表である。
| 真空度     | 気圧 / hPa | 分子数 / cm3 | 平均自由行程  |
| ---------- | ---------- | ------------ | ------------- |
| 大気圧     | 1013       | > 2.7×1019   | 68 nm         |
| 低真空     | 300–1      | 1019–1016    | 0.1 μm–100 μm |
| 中真空     | 1–10-3     | 1016–1013    | 0.1 mm–100 mm |
| 高真空     | 10-3–10-7  | 1013–109     | 10 cm–1 km    |
| 超高真空   | 10-7–10-12 | 109–104      | 1 km–105 km   |
| 極超高真空 | < 10-12    | < 104        | > 105 km      |

### 材質中の電子の場合
半導体や金属中の電子は電界に加速されながら、電圧の低い側から高い側へ移動する。この時、材質を構成する原子が散乱源となる。電子の質量は原子の質量より遥かに小さいため、散乱のたびにほとんどの速度と運動量を失い、再度電界で加速される。この平均自由行程は、マクロ的には、材質の抵抗値と言う形で観測される。

#### 衝突電離
散乱の際に、電子（もしくはホール）等のキャリアの速度が十分な速度（運動エネルギー）に達していた場合、電子は散乱により運動量を失うだけでなく、散乱源の原子を電離（イオン化）させる。これは、高電界をかけた場合に発生し、生じたキャリアが更なる衝突電離を発生させると、アヴァランシェ・ブレークダウンと呼ばれる正のフィードバックが働き、急激な電流の増加を生じさせる。

##### スクリーニング効果
衝突電離の捕獲断面積は、電子と原子核間のクーロン力で決定される距離（デバイ長）で決定される。しかし、材質中に衝突電離で生じた電子が増えると、電子自体が散乱源の原子核を「見えにくく」してしまう。これを、スクリーニング効果もしくは単にスクリーニングと言う。このスクリーニング効果により、捕獲断面積が減少し、平均自由行程も増加する。

## 数式の導出

### 一般的な場合

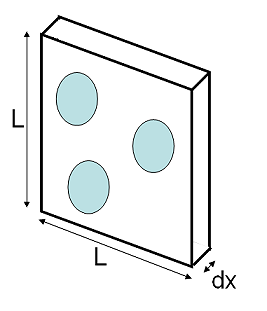
捕獲断面積の考え方

平均自由行程を考える際には、粒子がある領域を移動する際に、どの程度の粒子が散乱の影響を受けるか、その比率が必要となる。これは、以下に示す考え方で求めることができる。
一辺が{\displaystyle L}の正方形を断面に持つ、厚さ{\displaystyle dx}の直方体を考える。この体積は、{\displaystyle L^{2}dx}であり、この中に含まれる散乱源の個数は散乱源の数密度nより、{\displaystyle nL^{2}dx}となる。これらの散乱源はその中心から一定半径の距離内に入った粒子（衝突径数が一定値以下になる粒子）を散乱させる。これは、散乱源が一定の面積σを持っていると考えることができ、これを捕獲断面積（cross section）と言う。この捕獲断面積と散乱源の個数から、この直方体での総捕獲断面積 Scapture は、次の形で計算される。
{\displaystyle S_{\mathrm {capture} }=nL^{2}\sigma dx}
この直方体の断面積は{\displaystyle L^{2}}であるため、この直方体で粒子が散乱される確率 Pcapture は、次の式で表される。
{\displaystyle P_{\mathrm {capture} }={{S_{\mathrm {capture} }} \over {S_{\mathrm {all} }}}={{nL^{2}\sigma dx} \over {L^{2}}}=n\sigma dx}
この確率から、粒子の個数{\displaystyle I}の減少量{\displaystyle dI}は、厚さ{\displaystyle dx}に対して、次の式で表される。
{\displaystyle dI=-In\sigma dx}
この微分方程式の解と、最初の粒子の入射数を{\displaystyle I_{0}}とすれば、
{\displaystyle I=I_{0}\exp(-n\sigma x)}
となる。これが粒子の走行距離とその比率であるため、この平均が平均自由行程となる。したがって、平均自由行程{\displaystyle \ell }は、次の式で表される。
{\displaystyle \ell =(n\sigma )^{-1}}

## マクロな量との関係
気体分子の熱運動は温度T 、圧力P および粘性μによって変わり、平均自由行程l のそれらへの依存性は次式のように表される。
{\displaystyle l=l_{0}\left({\frac {T}{T_{0}}}\right)^{\frac {1}{2}}\left({\frac {P}{P_{0}}}\right)^{-1}{\frac {\mu }{\mu _{0}}}=l_{0}\left({\frac {T}{T_{0}}}\right)^{2}\left({\frac {P}{P_{0}}}\right)^{-1}{\frac {T_{0}+S}{T+S}}}
ただし、添え字0付きの変数は基準状態での値、S はサザーランド定数と呼ばれる、物質に依存する定数である。